# Mount Aurora
Mount Aurora är ett berg i Antarktis. Det ligger i Östantarktis. Nya Zeeland gör anspråk på området. Toppen på Mount Aurora är 1 040 meter över havet.
Terrängen runt Mount Aurora är kuperad åt sydväst, men åt nordost är den bergig. Trakten är obefolkad. Det finns inga samhällen i närheten. 